# リジェ・JS43
リジェ・JS43 (Ligier JS43) は、リジェチームが1996年シーズンのF1参戦に用いたフォーミュラ1カーである。1997年よりプロスト・グランプリへ移行したため、リジェにとって最後のF1マシンとなった。

## 概要

### 1996年シーズン
フランク・ダーニーが設計したJS43は、前年に好成績を挙げたJS41の発展型であった。しかしながら、チーム共同オーナーのトム・ウォーキンショーがチーム創始者のギ・リジェと対立しチームを離脱する。代わって元フェラーリチーム代表のチェーザレ・フィオリオがチームの指揮を採った。
ドライバーはチーム在籍3年目になるオリビエ・パニスと、フォルティから移籍したペドロ・ディニスに一新された。
タイトルスポンサーは前年までのジタンからゴロワーズに変更され、サイドボディにはディニスが持ち込んだパルマラットのスポンサーロゴが描かれた。
チーム体制の混乱にもかかわらず、JS43はシーズンを通してシャシー、エンジン共に開発が続けられた。パニスはシーズンを通してマシンの制動性能に不満を述べたが、サバイバルレースとなったモナコGPでは自身初優勝を遂げた。チームの優勝としては1981年のカナダGP以来のものであった。また、無限ホンダにとっては初の優勝であった。
パニスはハンガリーGPでは5位、ブラジルGPでは6位に入賞、ディニスは6位に2回入賞した。ディニスはアルゼンチンGPでは走行中に車両火災に遭うが、辛うじて脱出している。
チームは結局15ポイントを獲得し、ラストシーズンをコンストラクターズ6位で終えた。
無限の意向もあり、鈴鹿サーキットでJS43により行われたオーディションを兼ねたテスト走行の機会を得た中野信治は、堅実な走行で評価を得てパニスのチームメイトとして1997年のリジェ・無限のシートを獲得したが、その後1997年2月にアラン・プロストが新オーナーとなり、プロスト・グランプリとして参戦することが決定した。

## F1における全成績
(key) （太字はポールポジション）
| 年     | チーム | エンジン       | タイヤ | ドライバー       | 1   | 2   | 3   | 4   | 5   | 6   | 7   | 8   | 9   | 10  | 11  | 12  | 13  | 14  | 15  | 16  | ポイント | 順位 |
| ------ | ------ | -------------- | ------ | ---------------- | --- | --- | --- | --- | --- | --- | --- | --- | --- | --- | --- | --- | --- | --- | --- | --- | -------- | ---- |
| 1996年 | リジェ | 無限ホンダ V10 | G      |                  | AUS | BRA | ARG | EUR | SMR | MON | ESP | CAN | FRA | GBR | GER | HUN | BEL | ITA | POR | JPN | 15       | 6位  |
| 1996年 | リジェ | 無限ホンダ V10 | G      | オリビエ・パニス | 7   | 6   | 8   | Ret | Ret | 1   | Ret | Ret | 7   | Ret | 7   | 5   | Ret | Ret | 10  | 7   | 15       | 6位  |
| 1996年 | リジェ | 無限ホンダ V10 | G      | ペドロ・ディニス | 10  | 8   | Ret | 10  | 7   | Ret | 6   | Ret | Ret | Ret | Ret | Ret | Ret | 6   | Ret | Ret | 15       | 6位  |

## 参照
- Henry, Alan (ed) (1996). AUTOCOURSE 1996-97. Hazleton Publishing. pp. 70-72. ISBN 1-874557-91-8